# Bob Haggart
Pour les articles homonymes, voir Bob et Haggart.
Robert Sherwood Bob Haggart est un contrebassiste, compositeur et arrangeur de Jazz américain né à New York le 13 mars 1914 et mort à Venice (Floride) le 2 décembre 1998.

## Biographie
Enfant, il apprend le banjo, la guitare, le piano et la trompette. Plus tard il se tourne vers la contrebasse, et intègre les orchestres de Bert Brown et de Bob Sperling. En 1935, il participe à la fondation de la formation de Bob Crosby. Il compose notamment Big Noise FRom Winnetka et What's new (I'm free) en 1938. À partir de 1942, il travaille pour la radio et la télévision, comme musicien et à la tête d'orchestres. Il enregistre aussi avec Ella Fitzgerald (Lady be good) et Billie Holiday (Easy living). Dans les années 1950, il collabore avec Louis Armstrong, dont il reprend les arrangements de ses grands standards qu'il réenregistre alors. À la fin des années 1960, il reprend la collaboration avec Bob Crosby, puis prend la direction du World's Greatest Jazz Band qui se produira aussi en Europe.